# 三浦彩佳
三浦彩佳（みうら あやか、1990年9月17日 - ）は、日本の女性総合格闘家、柔道家。埼玉県さいたま市出身。TRIBE TOKYO M.M.A所属。2025年4月3日現在、ONE世界女子アトム級ランキング2位。得意技はVクロスアームロック（別名スカーフホールドアメリカーナ、あやかロック）。

## 来歴
1990年9月17日、埼玉県に生まれる。格闘技好きの父親の影響で、小学生のときにテレビでK-1やPRIDEの試合を観戦するようになる。
中学入学後、柔道を始める。高校時代に埼玉県柔道大会で優勝を果たす。東京柔道整復専門学校在学時には、東京都柔道接骨師会柔道整復師大会個人戦軽量級で連覇を達成。全国接骨師会柔道整復大会では2度優勝の成績を残す。
22歳のとき、当時勤務していた整骨院へ治療のためにやって来た長南亮から競技の話を聞いたことがきっかけで、総合格闘技を始める。TRIBE TOKYO M.M.Aに入門。
ジム加入後2年弱で2014年5月18日にDEEP JEWELSでプロデビュー。エラ・ウーに肩固めで一本勝ちを収めた。
2014年、藤野恵実と対戦したのちにメニエール病であると診断され、約2年間ブランクを経験。
2016年9月19日、復帰戦となったTTF CHALLENGE 06では、ナム・イェヒョンとの対戦で判定勝ち。
2017年3月12日、パンクラス初出場となったPANCRASE 285でマグダレナ・ソルモバと対戦し、判定勝ちを収めた。
2017年10月8日、PANCRASE 290でビビアン・アラウジョと対戦し、TKO負けを喫した。
2019年2月22日、ONE Championship初出場となったONE Championship: CALL TO GREATNESSでラウラ・バリンと対戦し、Vクロスアームロックで勝利。その後3連勝を重ねる。
2020年2月28日、ONE Championship: KING OF THE JUNGLEでのティファニー・テオとの対戦ではTKO負けを喫した。
2022年1月14日、ONE Championship: Heavy HittersのONE Championship世界女子ストロー級タイトルマッチで王者ション・ジンナンに挑戦し、0-3の判定負けを喫し王座の獲得に失敗した。
2024年1月28日、ONE 165において平田樹に勝利。

## 人物
- 柔道整復師、アロマセラピストの資格を保有している[11]。
- 「茶太郎」という名前のウサギ（ネザーランド・ドワーフ）を飼っている[12]。

## 戦績
| 総合格闘技 戦績 | 総合格闘技 戦績 | 総合格闘技 戦績 | 総合格闘技 戦績 | 総合格闘技 戦績 | 総合格闘技 戦績 | 総合格闘技 戦績 |
| --------------- | --------------- | --------------- | --------------- | --------------- | --------------- | --------------- |
| 22 試合         | (T)KO           | 一本            | 判定            | その他          | 引き分け        | 無効試合        |
| 16 勝           | 0               | 11              | 5               | 0               | 0               | 1               |
| 5 敗            | 3               | 0               | 2               | 0               | 0               | 1               |

| 勝敗 | 対戦相手               | 試合結果                                                       | 大会名                                                                  | 開催年月日     |
|      | デニス・ザンボアンガ   | 試合前                                                         | ONE 173: Superbon vs. Noiri 【ONE世界女子アトム級タイトルマッチ】       | 2025年11月16日 |
| ○    | ジュリアナ・オタロア   | 1R 3:55 スカーフ・ホールド・アメリカーナ                       | ONE Friday Fights 116: Adam vs. Mohammed                                | 2025年7月18日  |
| ○    | リト・フォガット       | 1R 2:24 ニーバー                                               | ONE 171:Qatar                                                           | 2025年2月20日  |
| ○    | マカレナ・アラゴン     | 1R 2:20 スカーフ・ホールド・アメリカーナ                       | ONE 169                                                                 | 2024年11月9日  |
| ○    | 平田樹                 | 5分3R終了 判定3-0                                              | ONE 165: Superlek vs. Takeru                                            | 2024年1月28日  |
| ○    | メン・ボー             | 1R 2:09 スカーフ・ホールド・アメリカーナ                       | ONE Fight Night 16                                                      | 2023年11月4日  |
| ×    | ダヤニ・ソウザ         | 2R 0:56 TKO（右肩の負傷）                                      | ONE Championship 156                                                    | 2022年4月22日  |
| ×    | ション・ジンナン       | 5分5R終了 判定0-3                                              | ONE Championship: Heavy Hitters 【ONE世界女子ストロー級タイトルマッチ】 | 2022年1月14日  |
| ○    | ハヤネ・バストス       | 1R 2:58 スカーフ・ホールド・アメリカーナ                       | ONE Championship: Dangal                                                | 2021年5月15日  |
| ×    | ティファニー・テオ     | 3R 4:45 TKO                                                    | ONE Championship: KING OF THE JUNGLE                                    | 2020年2月28日  |
| ○    | マイラ・マザール       | 2R 3:01 スカーフ・ホールド・アメリカーナ                       | ONE Championship: A NEW TOMORROW                                        | 2020年1月10日  |
| ○    | サマラ・サントス       | 2R 0:39 スカーフ・ホールド・アメリカーナ（発表はアメリカーナ） | ONE Championship: DAWN OF HEROES                                        | 2019年8月2日   |
| ○    | ラウラ・バリン         | 1R 1:13 スカーフ・ホールド・アメリカーナ（発表はアメリカーナ） | ONE Championship: CALL TO GREATNESS                                     | 2019年2月22日  |
| ○    | タルシアラ・ピットブル | 5分3R終了 判定3-0                                              | PANCRASE 301                                                            | 2018年11月25日 |
| ○    | クリス・マクファー     | 1R 3:20 アームロック                                           | PANCRASE 299                                                            | 2018年9月9日   |
| ○    | ソ・イェダム           | 5分3R終了 判定2-1                                              | PANCRASE 293                                                            | 2018年2月4日   |
| ×    | ビビアン・アラウジョ   | 1R 5:00 TKO（レフェリーストップ）                              | PANCRASE 290                                                            | 2017年10月8日  |
| ー   | タイアニー・ソウザ     | 1R 3:25 袈裟固（三浦の計量失格による無効試合）                 | PANCRASE 287                                                            | 2017年5月28日  |
| ○    | マグダレナ・ソルモバ   | 5分3R終了 判定3-0                                              | PANCRASE 285                                                            | 2017年3月12日  |
| ○    | 藤森祥子               | 2R 0:39 アームロック                                           | DEEP JEWELS 14                                                          | 2016年11月3日  |
| ○    | ナム・イェヒョン       | 5分2R終了 判定3-0                                              | TTF CHALLENGE 06                                                        | 2016年9月19日  |
| ×    | 藤野恵実               | 5分2R終了 判定0-3                                              | DEEP JEWELS 6                                                           | 2014年11月3日  |
| ○    | エラ・ウー             | 1R 1:25 肩固め                                                 | DEEP JEWELS 4                                                           | 2014年5月18日  |